# Carlos Ahumada
Carlos Ahumada Kurtz (Córdoba, 1964) is een omstreden Argentijns-Mexicaans ondernemer.
Ahumada was geboren in Argentinië maar verhuisde op 11-jarige leeftijd met zijn familie naar Mexico. In 1991 nam hij de Mexicaanse nationaliteit aan.
Ahumada is vooral bekend omdat hij betrokken is geweest in meerdere corruptie en smeergeldschandalen. In 1994 heeft hij 29 dagen vast gezeten wegens een frauduleus verkregen contract voor het bouwen van een viaduct in Acapulco. Op 3 maart 2004 werd in het televisieprogramma van Víctor Trujillo een video getoond waarin te zien was hoe René Bejarano, voorzitter van de Wetgevende Assemblee van het Federaal District, van Ahumada een steekpenning van $45.000 Amerikaanse dollar aannam. Ook Carlos Imaz, Octavio Flores en Rosario Robles werden in deze videoschandalen in verband gebracht met Ahumada. Na bekendmaking van het schandaal vluchtte Ahumada naar Cuba, waarhij op bevel van Interpol werd gearresteerd en uitgeleverd aan Mexico, waar hij veroordeeld werd wegens corruptie.